# لوکاس ادوارد لوه
لوکاس ادوارد لوه (انگلیسی: Lucas Eduardo Lóh) بازیکن والیبال اهل برزیل، عضو تیم ملی والیبال برزیل و باشگاه زاکسا است.